# Pseudosoloe simplex
Pseudosoloe simplex là một loài bướm đêm trong họ Geometridae.